# Ponte di Torre d'Oglio
Il ponte di Torre d'Oglio è un ponte stradale di barche sul fiume Oglio che collega San Matteo delle Chiaviche (frazione del comune di Viadana) e Cesole (frazione di Marcaria) in provincia di Mantova. Il nome deriva da una torre che ospitava un convento non lontano da dove era ubicato il ponte.
La struttura, costruita nel 1926, si trova dentro il Parco dell'Oglio Sud. Nel 1945 fu bombardato e alcune barche affondarono ma il ponte fu sistemato e riaperto. Spesso durante le piene del fiume il ponte rimane chiuso per alcuni giorni.
Assieme al ponte di barche di Bereguardo, sul fiume Ticino, è uno degli ultimi esempi di ponte di chiatte in Lombardia.

## Filmografia
- Novecento di Bernardo Bertolucci[4]
- Radiofreccia di Luciano Ligabue[5]
- I promessi sposi, miniserie televisiva
- Don Camillo, con Terence Hill.[6]
- Si muore solo da vivi, di Alberto Rizzi